# El león de las cavernas
El león de las cavernas (Le Félin géant), publicada en 1918, es una novela escrita por J.-H. Rosny aîné. Esta obra es una secuela de La guerra del fuego y pertenece al género de novela prehistórica.

## Argumento
En un mundo prehistórico, un terremoto abre un paso a través de una caverna a un nuevo valle. Ahon, descendiente de Naoh (La conquista del fuego), y su compañero Zahur explorarán ese territorio desconocido que se abre ante sí. Viven muchas peripecias y finalmente deben luchar frente al acoso de la tribu de los Hombres Perro para salvar la vida. Para ello contarán al final de su aventura con la ayuda del león de las cavernas.

## Índice de la obra
El libro se divide en cinco partes, las cuales se detallan a continuación:
1. PARTE PRIMERA
1.1 El león de las cavernas
1.2 La bestia roja (el machairodus)
1.3 El fuego en la noche
1.4 Los hombres y la bestia roja
1.5 El reptil gigante
2. SEGUNDA PARTE
2.1 El león de las cavernas
2.2 El tigre y la hoguera
3. TERCERA PARTE
3.1 El ataque del tigre
3.2 La selva de los Hombres Lemúridos
3.3 Los Hombres del Fuego
3.4 El enemigo invisible
4. CUARTA PARTE
4.1 La persecución
4.2 En la linde del lago
4.3 La huida
5. QUINTA PARTE
5.1 En el desfiladero
5.2 El regreso a la caverna
5.3 El león de las cavernas
5.4 La Horda
Epílogo

## Obras de los Ulhamr
1. Vamireh (Vamireh, 1896), autoría de J.-H. Rosny aîné (el mayor)
2. La guerra del fuego o La conquista del fuego (La Guerre du feu, 1911), autoría de J. H. Rosny
3. El león de las cavernas (Le Félin géant, 1918), autoría de J.-H. Rosny aîné (el mayor)
4. Helgvor. El guerrero del río azul (Helgvor du Fleuve Bleu, 1929), autoría de J.-H. Rosny aîné (el mayor)

- Datos: Q5483850